# فوران آتش‌سوزی نفت در بی‌بی‌هیبت
فوران آتش‌سوزی نفت در بی‌بی‌هیبت (ترکی آذربایجانی: Bibiheybətdə neft fontanı yanğını) یک فیلم کوتاه صامت آذربایجانی در سبک مستند و صامت به کارگردانی الکساندر میشون است که در سال ۱۸۹۸ منتشر شد.